# Jatropha miskatensis
Jatropha miskatensis là một loài thực vật có hoa trong họ Đại kích. Loài này được Thulin mô tả khoa học đầu tiên năm 2002 publ. 2003.